# الخدير الشرقي (القطن)
'

تعديل مصدري - تعديل

الخدير الشرقي هي إحدى قرى عزلة القطن بمديرية القطن التابعة لمحافظة حضرموت، بلغ تعداد سكانها 241 نسمة حسب تعداد اليمن لعام 2004.